# Канделаки, Валерьян Лазаревич
Валерьян Лазаревич Канделаки (груз. ვალერიან ლაზარეს ძე კანდელაკი, 19 июля 1918, Супса, Грузия — 2 апреля 1983, Тбилиси) — советский и грузинский драматург и сценарист, член Союза писателей СССР (с 1956 года). Заслуженный деятель искусств Грузинской ССР (1961).

## Биография
Родился 19 июля 1918 года в Супсе. В 1935 году поступил на литературный факультет ТбилГУ, который окончил в 1940 году. Дебютировал в литературной деятельности в 1940 году. 
В 1941 году в связи с началом Великой Отечественной войны был мобилизован на фронт и успешно прошёл всю войну. После демобилизации начал писать пьесы на современные темы, а также написал историческую комедию Майя из Цхнети, которую впоследствии экранизировали.
Награждён орденом «Знак Почёта».

## Фильмография

### Сценарист
- 1959 — Майя из Цхнети